# 佘山影剧院
31°06′10″N 121°10′58″E / 31.102713°N 121.182782°E
佘山影劇院位於中國上海市松江區佘山鎮陳坊橋西霞路32號，經上海市文化局批准後於1983年10月開業。原屬鄉辦放映單位、三級集镇电影院，放映廳無冷氣、擁有翻板硬木座椅1,210位，兼作礼堂、會堂，現已因放映廳內天花板脫落等不安全因素而停止對外開放。